# Costantini (famiglia)
I Costantini sono una famiglia di attori italiani della commedia dell'arte, attivi nei secoli XVII e XVIII. Hanno ricoperto vari ruoli, da Arlecchino a Mezzettino, a Ottavio, il primo amoroso. Si unirono in matrimonio con attrici (o con attori), oppure con cantanti.

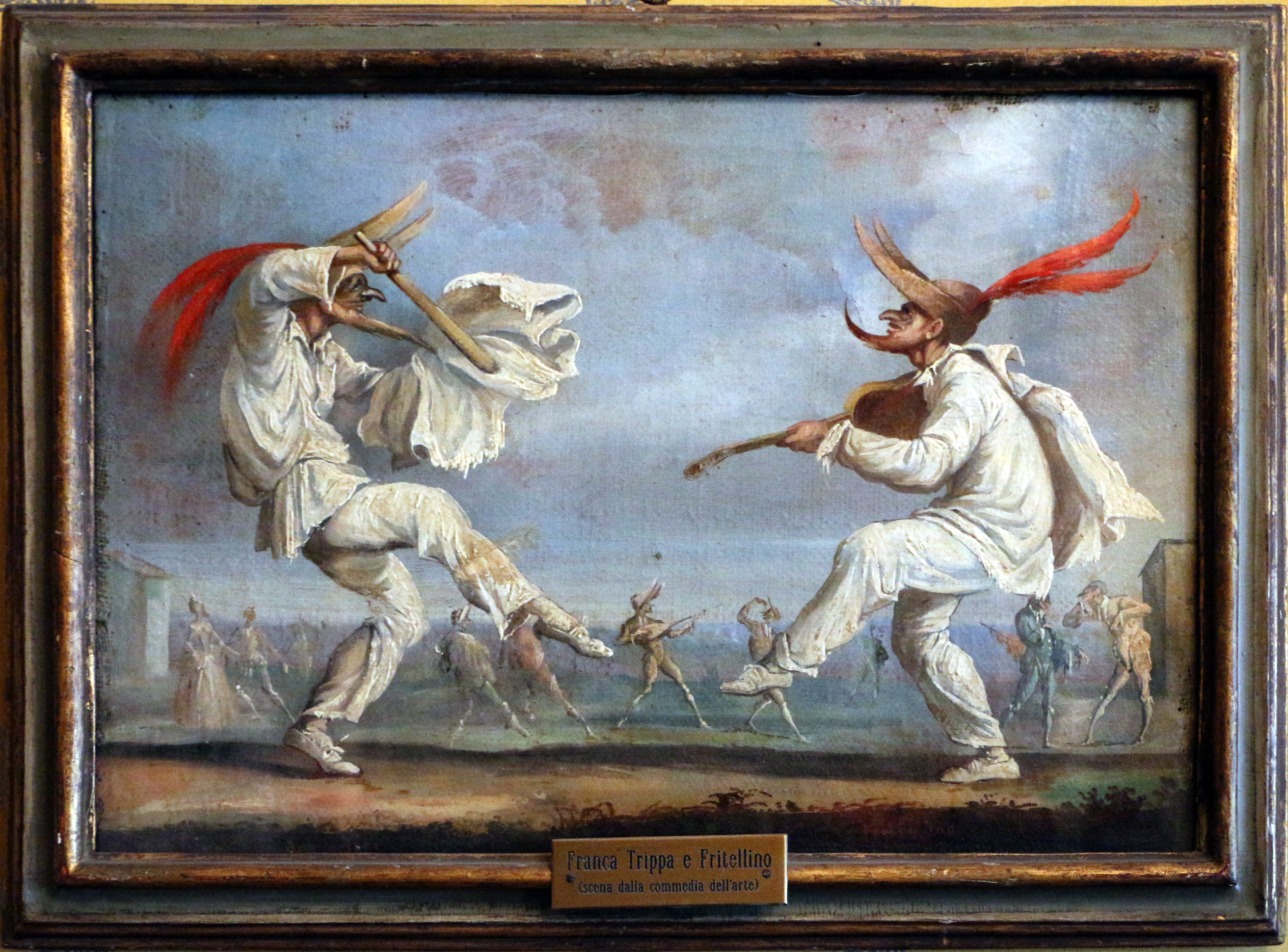
Scene della commedia dell'arte, fine XVIII-inizio XIX secolo, Museo teatrale alla Scala, 01

## Storia
- Costantino Costantini (Verona ca. 1634-dopo il 1696) recitò con la maschera di Granellino, in Italia e a Parigi. Sua moglie Domenica è stata una attrice col nome di Corallina. Ha avuto due figli attori: Angelo e Giovanni Battista.
- Angelo Costantini (Verona circa 1655-1729), figlio di Costantino, a Parigi dal 1681 recitò con l'Arlecchino Dominique Biancolelli, reinventando per sé la maschera di Mezzettino. Attore versatile, era dotato di grande abilità fisica e suonava il flauto. Recitò a Parigi anche nella Compagnia diretta da Evaristo Gherardi (il famoso Arlecchino), che si esibiva all'Hôtel de Bourgogne. Quando Gherardi pubblicò Le Théâtre italien, una raccolta del repertorio rappresentato (o da rappresentarsi) dalla sua Compagnia,[1] Angelo Costantini e altri attori chiesero il ritiro della prima edizione. Nel 1695 pubblicò in francese La vie de Scaramouche, storia romanzata del comico napoletano Tiberio Fiorilli, in arte Scaramouche.[2] Sposò in seconde nozze, nel 1709, a Vienna, il soprano, nativa di Bologna, Livia Nannini, nota come La Polacchina, la cui voce era perfettamente adatta alle parti comiche, anche se poi cantò nel teatro operistico drammatico.

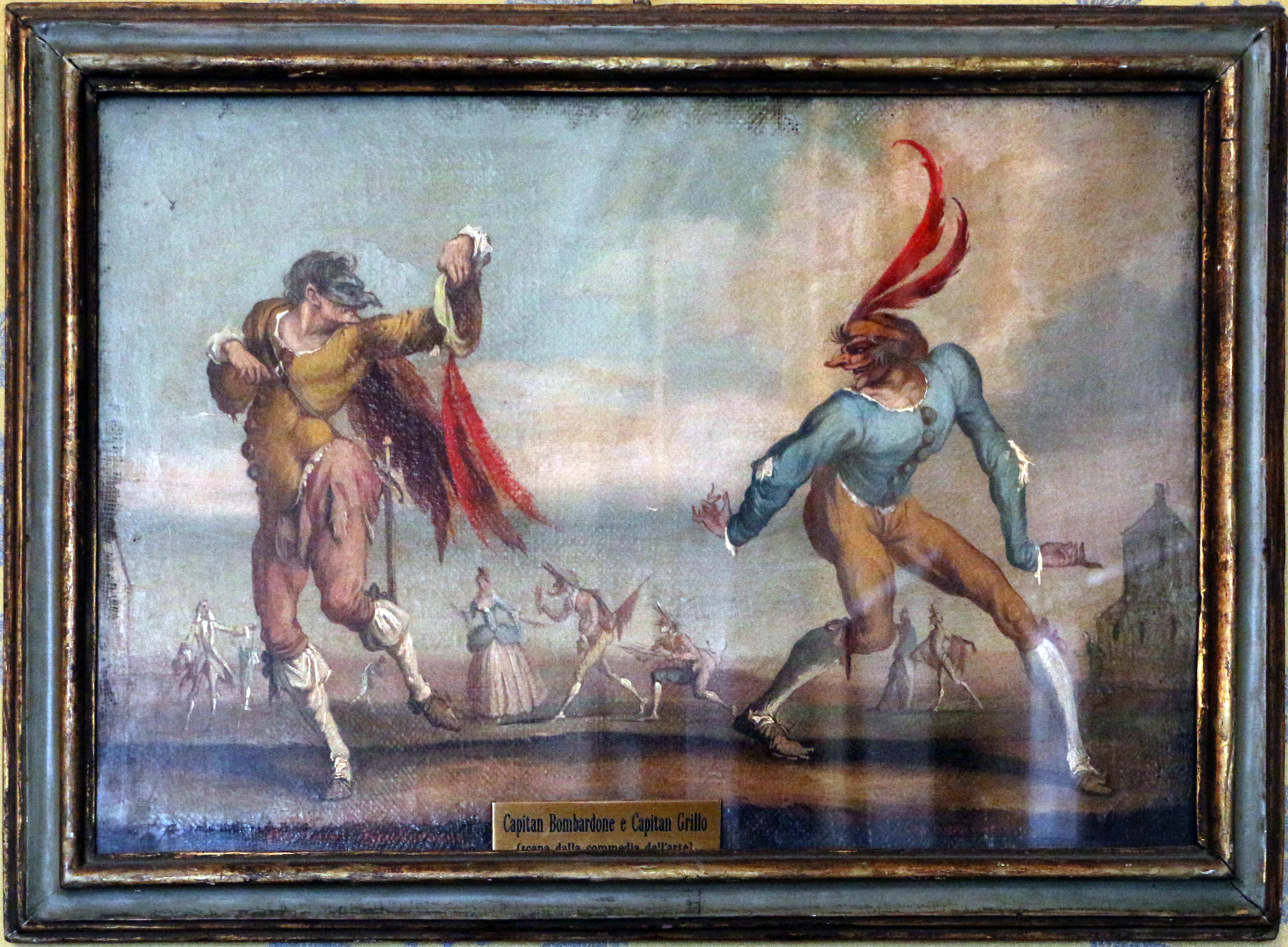
Scene della commedia dell'arte, fine XVIII-inizio XIX secolo, Museo teatrale alla Scala, 02

- Giovanni Battista Costantini (Verona 1654-La Rochelle circa 1720), figlio di Costantino, recitò come primo amoroso, sotto il nome di Cintio in Italia e a Parigi con quello di Ottave (o Ottavio). Sembra che abbia dato ai francesi rivelazioni sui movimenti di truppe imperiali in Italia. Da sua moglie Teresa Corona Sabolini (morta circa nel 1726), che era attrice e recitava come Diana, ebbe Gabriele e Anna Elisabetta. Teresa Corona curò una edizione de La casta Penelope del librettista Pietro Pariati, firmandosi in dedica come comica del Serenissimo Principe di Parma.[3]
- Gabriele Costantini (Verona ?-Venezia 1757), figlio di Giovanni Battista, recitò come Arlecchino, a Napoli e a Palermo.
- Anna Elisabetta Costantini (1679-Parigi 21 ottobre 1754), figlia di Giovanni Battista, attrice. Fu educata insieme a una cugina, figlia di Angelo Costantini, nel monastero di Chaumont-en-Vexin. Il 6 gennaio 1708 sposò Carlo Virgilio Romagnesi di Belmont, primo amoroso col nome di Leandro. Con il marito, Anna Elisabetta recitò nella provincia francese fino al 1725. Vestì anche i panni di Mezzetiino: la maschera che aveva reso famoso suo zio Angelo.
- Antonio Costantini (Padova ?-Dresda 1764), figlio naturale di Giovanni Battista, attore.